# Жаме, Пьер
Пьер Жаме (фр. Pierre Jamet; 21 апреля 1893 — 17 июня 1991) — французский арфист и фотограф.
Окончил Парижскую консерваторию, где был одним из любимых учеников Альфонса Хассельманса. С 1913 г. играл в оркестре Театра на Елисейских полях, с 1920 г. в Оркестре Ламурё, c 1938 г. в Оркестре Колонн; одновременно с 1917 г. Жаме концертировал как солист, а также много играл в составе Парижского инструментального квинтета (в 1924—1958 гг., после 1945 г. коллектив назывался Квинтетом Пьера Жаме).
В 1948—1963 гг. Жаме был профессором Парижской консерватории, в 1962 г. был одним из основателей и первым президентом Международной ассоциации арфистов. Среди его учеников Катрин Мишель.

## Семья
- Жена (с 1938 года) — Ида Клячко, дочь еврейских эмигрантов из России, участница группы агитпропа «Октябрь»[4]; первым браком была замужем за кинорежиссёром-документалистом Жаном Лодсом, с которым провела несколько лет в СССР[5][6].
  - Дочь — Коринна Жаме-Верни (род. 1944), молекулярный биолог, в 1971 года вышла замуж за близкого друга отца — кинооператора Сашу Верни.
  - Дочь — Мари-Клэр Жаме, арфистка.